# Estadio Alejandro Villanueva
Le stade Alejandro Villanueva (ou stade Alianza Lima jusqu'en 2000) est un stade de football situé dans le quartier de La Victoria à Lima au Pérou. Inauguré en 1974, il avait une capacité initiale de 55 000 spectateurs. Le stade porte le nom d'Alejandro Villanueva, joueur de football péruvien de l'Alianza Lima de 1927 à 1943.
Propriété de l'Alianza Lima, le stade est le lieu de résidence des matchs à domicile de l'Alianza Lima. Maintenant sa capacité est de 33 938 places assises.

## Histoire
Il est inauguré le 27 décembre 1974 à l'occasion d'un match amical opposant l'Alianza Lima contre le Club Nacional (2-2).
Le 1er juillet 1975, le stade accueille pour la première fois la sélection du Pérou, lors d'un match amical contre l'Équateur (victoire 2-0). Il accueille trois matchs de la Copa América 1975.

## Événements
- Copa América 1975
- Finale du Championnat du Pérou 1999, 2001, 2006, 2009 et 2011
- Concert d'Elton John dans le cadre de leur tournée Made in England Tour, le 9 novembre 1995